# Spijk (Groningen)
Spijk (Gronings: Spiek) is een dorp in de gemeente  Eemsdelta (tot 1990 gemeente Bierum) in de Nederlandse provincie Groningen. Het dorp telt 1.645 inwoners (2023).

## Geschiedenis

### Wierde
Spijk behoort vermoedelijk tot de groep van oudste nederzettingen in het Noord-Groninger zeekleigebied. Dit gebied is in het tijdvak na de ijstijden (het Holoceen dat ± 10.000 jaar geleden begon) ontstaan door getijdenwerking/indringen van de zee in combinatie met de geleidelijk afnemende stijging van de zeespiegel.
In het zeekleigebied ontwikkelde zich - evenwijdig aan de kustlijn - langzamerhand een kweldergordel, bestaande uit afzettingen van klei en zandige ruggen. Hierop bouwden ongeveer vanaf de 7e eeuw voor Christus de eerste bewoners hun huizen. Om het gebied te beschermen tegen het dreigende zeewater werden de woonplaatsen in de loop der tijd telkens opnieuw opgehoogd. Zo ontstonden de wierden. Bij stormtij en snelle zeespiegelstijging overspoelde de zee de lager gelegen gebieden. Zo ontstond in het overstromingsgebied van het riviertje de Fivel een grote zeeboezem vanaf de Eems het binnenland in: de Fivelboezem.
Het dorp Spijk is ontstaan op de meest noordelijk gelegen oude kwelderrug die zich uitstrekt langs de zuidzijde van de Fivelboezem. Deze rug werd enkele eeuwen voor het begin van de jaartelling bewoonbaar.
Vanaf de 11e eeuw na Christus werden in het gebied dijken aangelegd om het zeekleigebied tegen de zee te beschermen en de opgeslibde buitendijkse gronden in te polderen. Binnen de dijken bleven de mensen de hoge delen van het landschap gebruiken als vestigingsplaats en werden de woonplaatsen c.q. de wierden (verder) opgehoogd. De oudste dijk in de Fivelboezem bij Spijk (gelegd in de periode tussen 1000 en 1200) verliep langs de Grote- en Kleine Dijkstraat.
Doordat perioden van overstromingen en meer rustige perioden elkaar afwisselden zijn verschillende wierdengeneraties te onderscheiden. De oudste generaties waartoe Spijk behoort (maar ook bijvoorbeeld Uitwierde en Godlinze) worden gekenmerkt door een radiaire structuur: vanuit de ringweg die de cirkelvormige wierde omsluit lopen de ontsluitingswegen straalsgewijs naar het omringende cultuurland. In het midden van de wierde op het hoogste punt werd in de 13e eeuw de kerk gebouwd. De radiaire verkaveling van Spijk dateert uit die periode. Deze oude generatie wierden hadden in het algemeen een agrarisch karakter. Bij de ontginning van het gebied rondom de wierden werd gebruikgemaakt van het natuurlijk patroon van waterlopen. In het geval van Spijk zijn dit de Spijksterriet (Groote Tjariet) en de Spijkstermaar. De akkers lagen dicht tegen het dorp aan op de flanken van de wierde, de verder gelegen (lagere) gronden werden benut als grasland. Pas daarna werden wegen aangelegd. De grilligheid van patroon van waterlopen en wegen zorgde voor een onregelmatige blokverkaveling rondom de wierden.
De jongere generatie wierden, waartoe bijvoorbeeld Bierum, Borgsweer en Termunten behoren, kennen een meer rechthoekige ruimtelijke structuur. Deze wierden hadden vaak meer een handelskarakter.

### Overige geschiedenis
Het dorp komt in de annalen voor het eerst voor in 1246 als 'Spik' of 'to Spye'. Het dorp werd tweemaal bijna van de kaart geveegd door watervloeden, waarbij alleen de kerk bleef staan. Bij de Sint-Maartensvloed van 1686 kwamen 104 mensen uit het kerspel Spijk alsook 104 dieren om het leven en bij de Kerstvloed van 1717 53 mensen en 1333 dieren en werden 34 huizen verwoest. Daardoor moest het dorp ook tweemaal bijna volledig worden herbouwd. In 1718 werd begonnen met een nieuwe zeewering, waardoor het dorp voor verdere overstromingen bleef gespaard.
Op 9 mei 1945 liep het Duitse vrachtschip Joanna met Nederlandse dwangarbeiders van het eiland Wangerooge aan boord op een zeemijn in de Eems ter hoogte van Spijk. Van de 46 opvarenden kwamen 38 om het leven. Op 12 juni 1945 ontplofte door de Binnenlandse Strijdkrachten opgeslagen munitie in een dorsmachineloods aan de Losdorperweg, waarbij 7 mensen omkwamen, 7 zwaargewond raakten en waarbij grote schade werd aangericht aan veel gebouwen.
Lange tijd bleef de bebouwing van Spijk beperkt tot enkele straten rond de wierde. De bebouwing aldaar is vooral 19e- en begin-20e-eeuws. In de jaren 1950 en 1960 vond een grote uitbreiding plaats naar het noordoosten toe (Ubbenasingel en Ripperdaweg) en iets later ook naar het zuiden (Tuinbouwweg, Parklaan en Westersingel).
Vanaf de jaren 1970 werd het dorp uitgebreid ten oosten van de Spijkstermaar. In deze uitbreidingen werd het radiale patroon gehandhaafd om de eenheid tussen centrum en omliggende delen te behouden. De uitbreidingen bestaan veelal uit ruim opgezette wijken met vrijstaande en twee-onder-een-kap-woningen. Het oude centrum is aangewezen als beschermd dorpsgezicht.

## Bevolkingsontwikkeling
| Demografische ontwikkeling tussen 1859 en 2018                      |
| ------------------------------------------------------------------- |
|                                                                     |
| ■ Data afkomstig van volkstellingen.nl ■ Data afkomstig van het CBS |

## Bebouwing

### Kerken
De vroeg-13e-eeuwse kerk die volgens een kerkzegel uit 1534 gewijd was aan de apostel Andreas brandde (samen met een aantal huizen) in de jaren 1670 deels af en werd in 1676 herbouwd als zaalkerk. In 1848 werd een aanbouw aan de huidige kerk van Spijk gebouwd. In 1902 verrees ter vervanging van een dakruiter uit 1711 het huidige karakteristieke 'torentje van Spiek' naar voorbeeld van de toren van de Mariakerk van Uithuizermeeden. De in 1709 door Titie Goossens gegoten klok werd in de Tweede Wereldoorlog omgesmolten. De huidige klok is van 1947 en het klokkenspel van 1961. De kerk werd gerestaureerd tussen 1967 en 1970. De rondlopende gracht om het kerkhof (tot 1859 gebruikt) is behouden door de loop der eeuwen. In de kerk staan onder meer een preekstoel uit 1902 die deels uit 17e-eeuwse elementen bestaat en een tweeklaviers kerkorgel uit 1884 van de firma L. van Dam en Zn.. Er ligt ook een aantal 17e- en 18e-eeuwse grafzerken.
Bij de Afscheiding ontstond in 1835 een gereformeerde gemeente, die in 1845 een kerk bouwde aan de Havenstraat. In 1887 ontstond een dolerende gemeente, die in 1889 een kerkje bouwde aan de kruising van de Grote Dijkstraat ('Ol Diek') met de Hoofdweg-Noord. Hoewel de Vereniging tussen gereformeerden en dolerenden reeds in 1892 plaatsvond, konden beide kerken het in Spijk niet vinden en bleven daarom nog een tijdlang naast elkaar bestaan. In 1905 bouwden de gereformeerden de T-vormige kerk aan de Hoofdweg-Zuid 5 naar ontwerp van Ytzen van der Veen. Dit gebouw heeft een grotendeels origineel interieur, waaronder een schelpvormige nis met preekstoel met jugendstil-motieven. In 1911 trokken de dolerenden er ten slotte toch bij in. De kerk aan de Havenstraat werd later gebruikt als verenigingsgebouw en werd in 1937 herbouwd als verenigingsgebouw 'Pro Rege'. De dolerendenkerk werd ook afgebroken, evenals de gereformeerde pastorie naast de huidige gereformeerde kerk uit 1904.

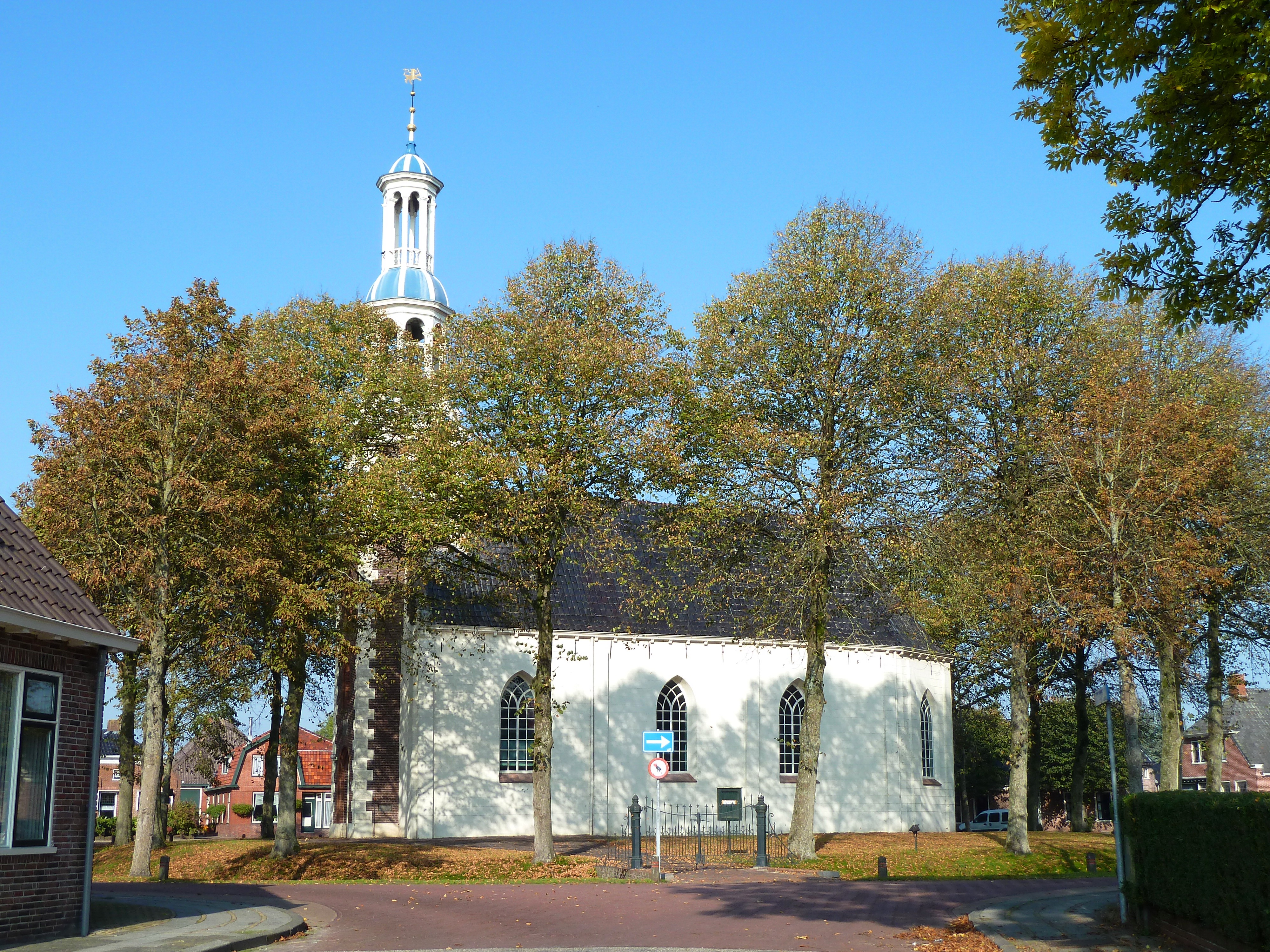
De hervormde kerk (1676) met het torentje (1902)
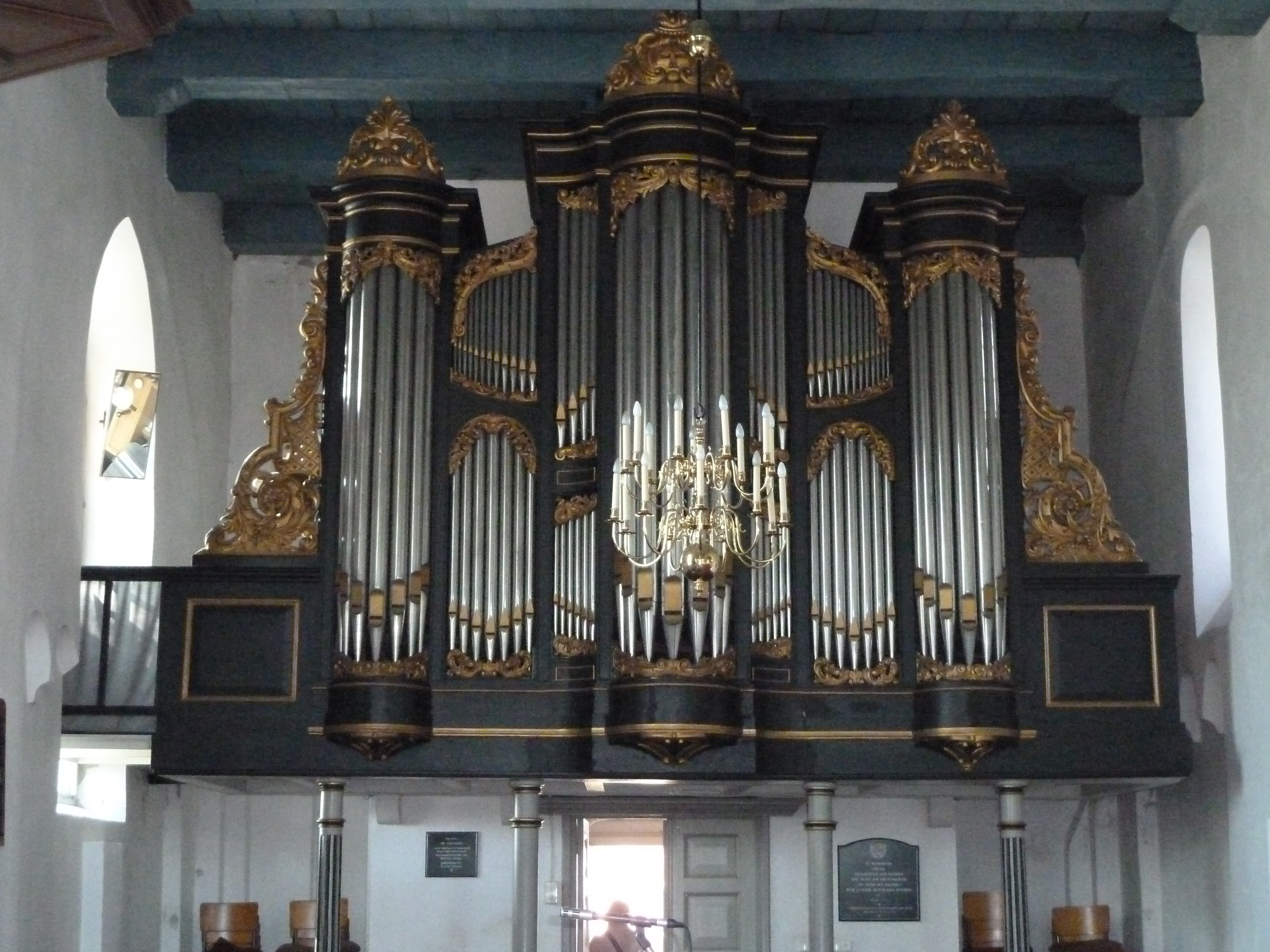
Het Van Dam-orgel (1884) in de hervormde kerk
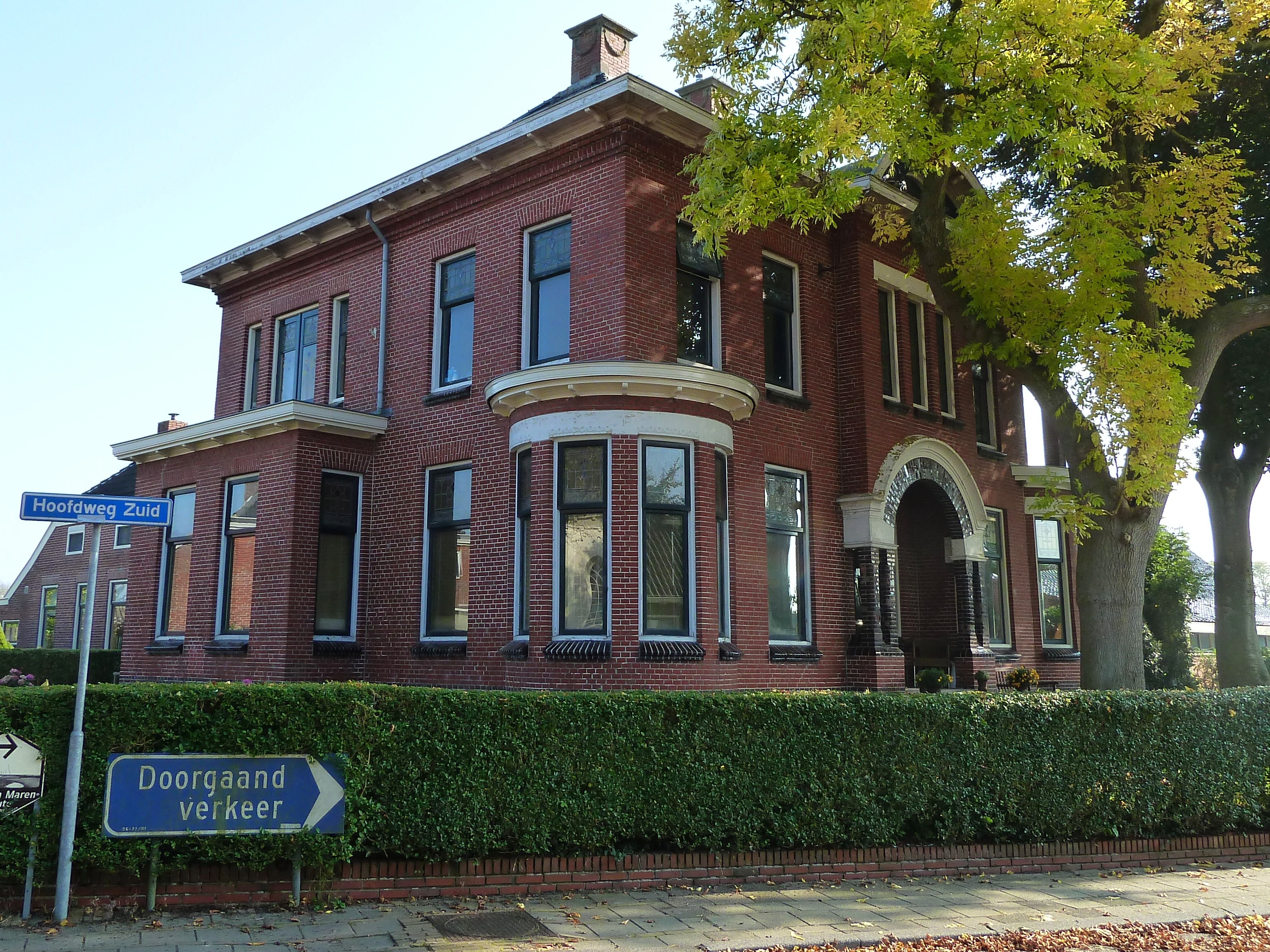
Hervormde pastorie (1923)
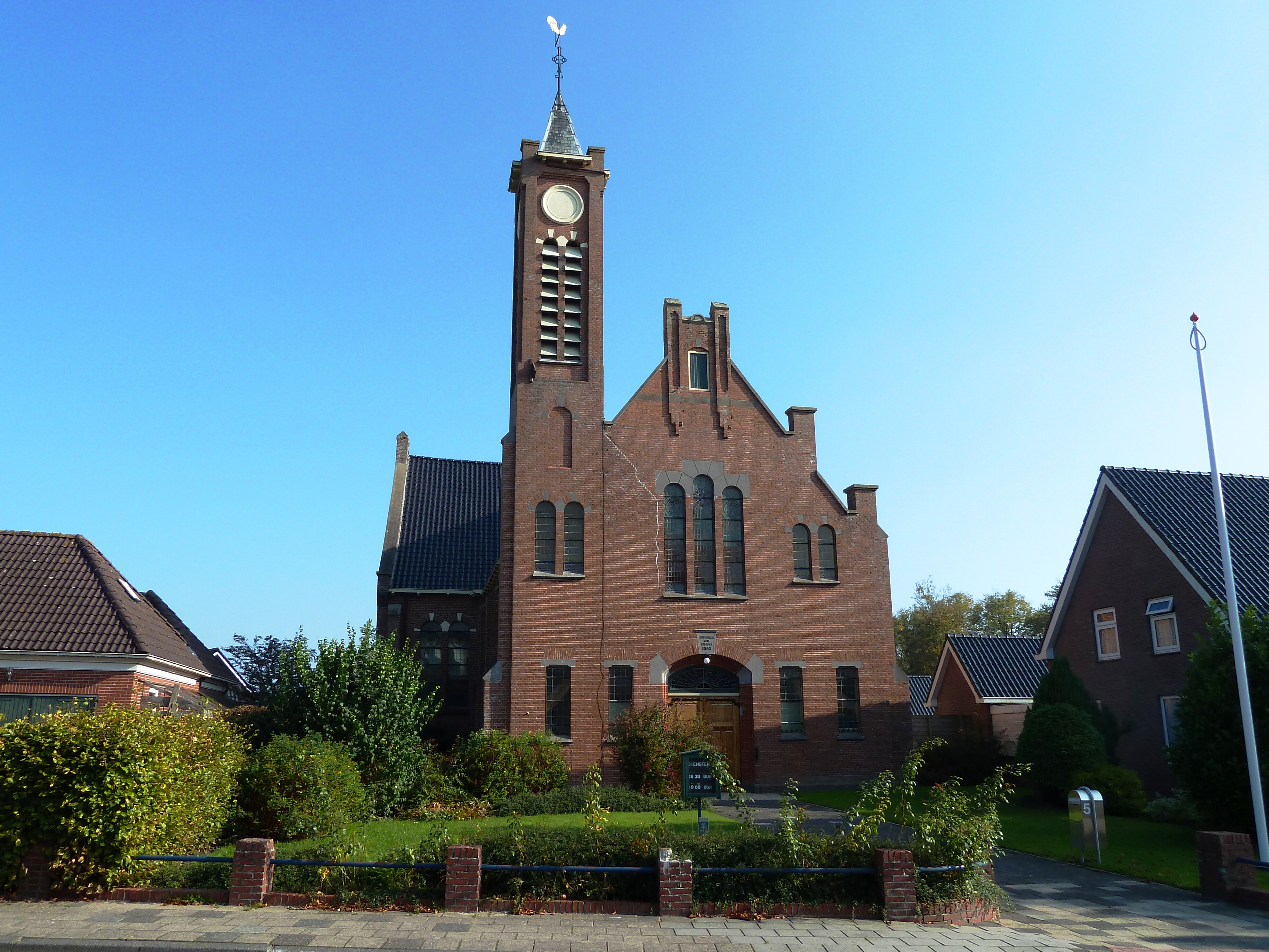
Gereformeerde kerk (1905)

### Borgen
Bij Spijk hebben twee borgen gestaan, ten zuiden en oosten van het toenmalige dorp, waarover weinig bekend is. Waarschijnlijk behoorden ze aan de families Alberda en Ubbena, die beiden goederen hadden in Spijk in de 16e en 17e eeuw. In 1631 staat bij beide borgen op een kaart een lid van de Ubbena's genoemd. De oostelijke borg werd na 1723 afgebroken en vervangen door een boerderij. Het borgterrein en de hof ten oosten ervan zijn nog intact. Op de plaats van de borg, die in de 20e eeuw werd ingesloten door de nieuwbouw van Spijk, staat nu een boerderij met de naam Borghstee. De zuidelijke borg wordt voor het laatst in 1653 genoemd. Later werd er een boerderij gebouwd, die in 1858 gesloopt werd om verderop te worden herbouwd. Van deze borg resteren de grachten, een deel van de singels en stukken fundament van de noordelijke muur (in de gracht). Ter plaatse staat nu (ten zuiden van boerderij Het Bosch) een boerderij.

### Scholen
In het dorp hebben drie lagere scholen gestaan, waarvan er na fusies nu nog een. De oudste is de openbare lagere school die eerst lesgaf vanuit de kosterij aan 't Loug en vanaf 1889 vanuit een gebouw ernaast. In 1959 werd het gebouw verbouwd en kreeg het de naam 'Fiepko Coolmanschool'. In 1981 werd in verband met de samenvoeging met de kleuterschool de school verplaatst naar de locatie aan de Mevrouw Evers Dijkhuizenlaan. In 1879 ontstond een gereformeerde school aan het Schoolpad (nu Schoolstraat) en in 1905 een hervormde lagere school voor Christelijk Volksonderwijs (CVO) aan de Ubbenasingel. In 1966 waren de ledentallen zover gedaald dat de gereformeerde en hervormde scholen besloten tot een fusie tot christelijke School met de Bijbel (Christelijke Nationale School), die werd gevestigd aan de Nesweg. Sinds 1985 droeg deze school de naam 'De Burcht’ en vanaf 2015 droeg deze school de naam ‘de Borgstee’. In oktober 2020 werd op sportpark Oldencate een nieuw aardbevingsbestendig schoolgebouw geopend welke tevens de bibliotheek en de peuterspeel huisvest. De samenwerkingsschool kreeg de naam ‘t Maar’ 

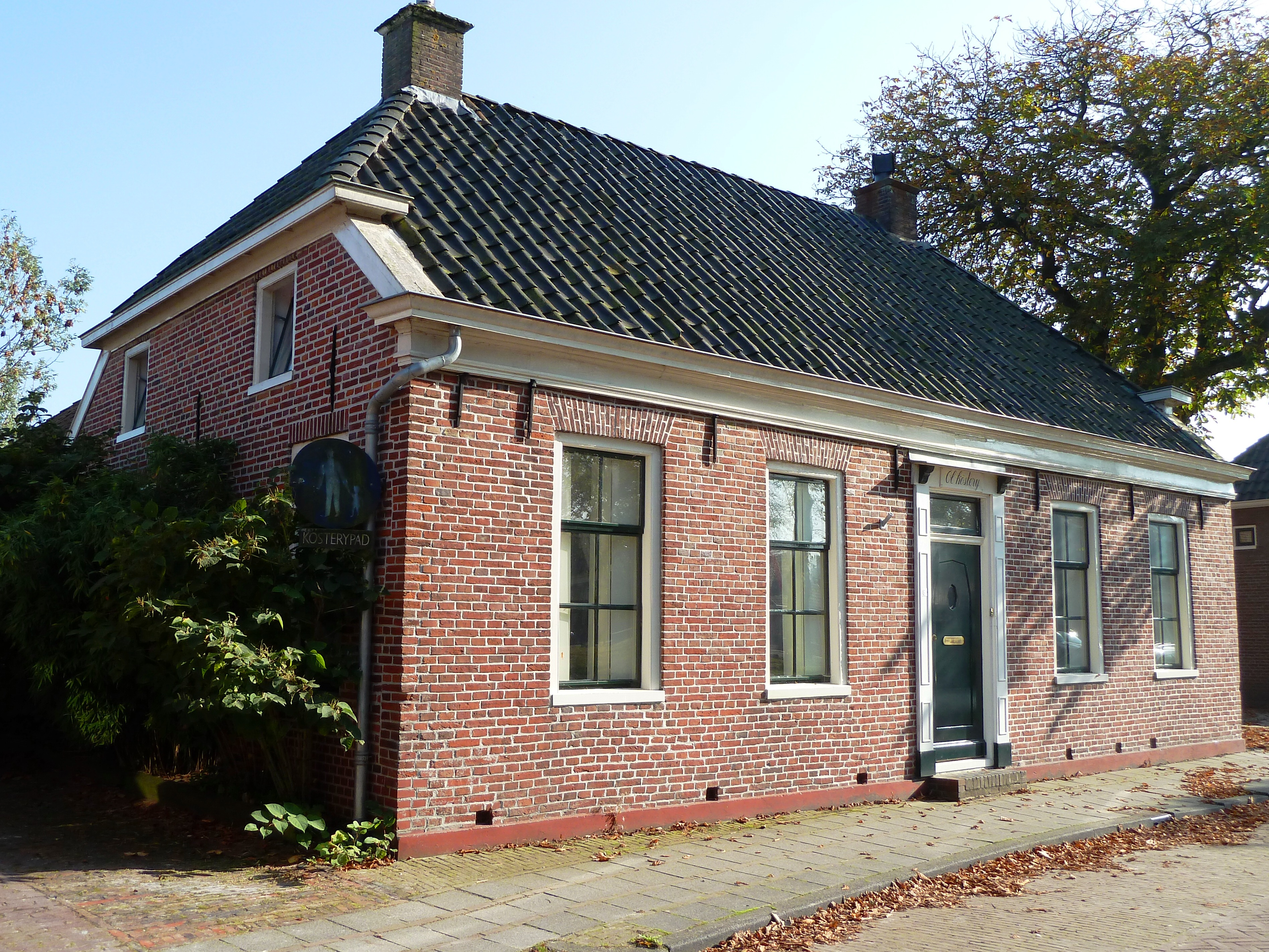
Voormalige kosterij (19e eeuw)
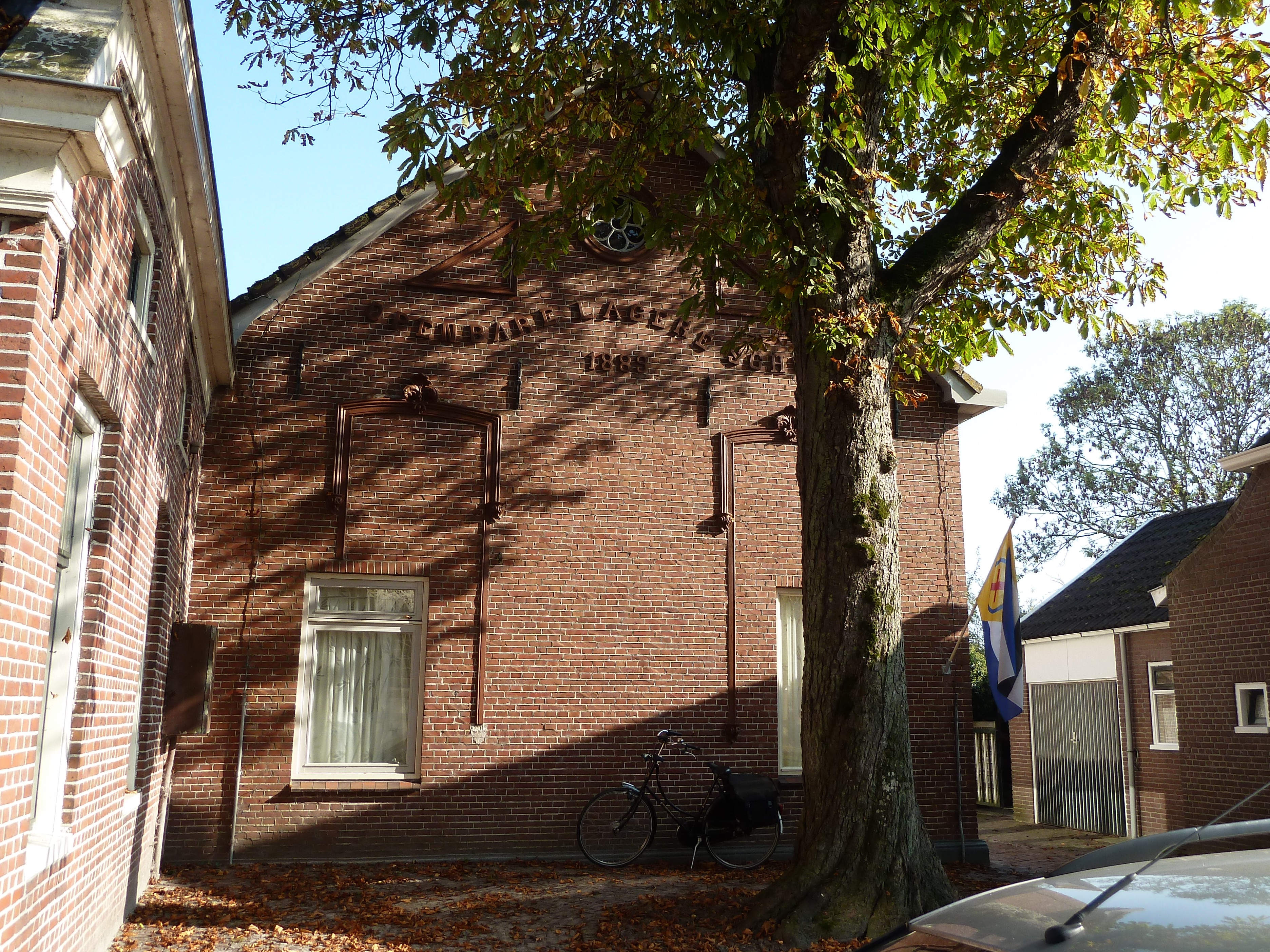
Openbare school (1889) naast kosterij

### Overige gebouwen
Aan de weg rond de kerk ('t Loug) staan met name huizen, vroegere winkelpanden en cafés uit de 19e eeuw. Ook staan er de kosterij met de in 1889 aangebouwde (voormalige) lagere openbare school en het gebouw van de spaarbank (1879, voorganger in 1853, gesloten in 1979). De hervormde pastorie aan de rondweg dateert uit 1923 en werd gebouwd ter vervanging van een oudere pastorie.
De koren- en pelmolen Ceres werd gebouwd in 1839 en kreeg haar naam (naar de godin) in 1943. De molen rust op stiepen, zodat eronderdoor kan worden gekeken. Ervoor staat de molenaarswoning. In 1855 werd nog een pelmolen gebouwd. Deze molen stond oorspronkelijk als pelmolen in Holwierde, waar deze voor 1828 verrees. In 1852 werd de molen verplaatst naar Winneweer, waar deze een paar jaar dienstdeed als pel- en zaagmolen, alvorens in 1855 te herrijzen in Spijk. Ook hier was de molen geen lang leven beschoren; na een mislukte poging de molen al in 1856 weer te verkopen, werd deze in 1861 verplaatst naar Hornhuizen, waar deze nog tot 1934 dienstdeed als korenmolen onder de naam 'De Hoop', waarna de restanten van de molen bij een boeldag werden verkocht.

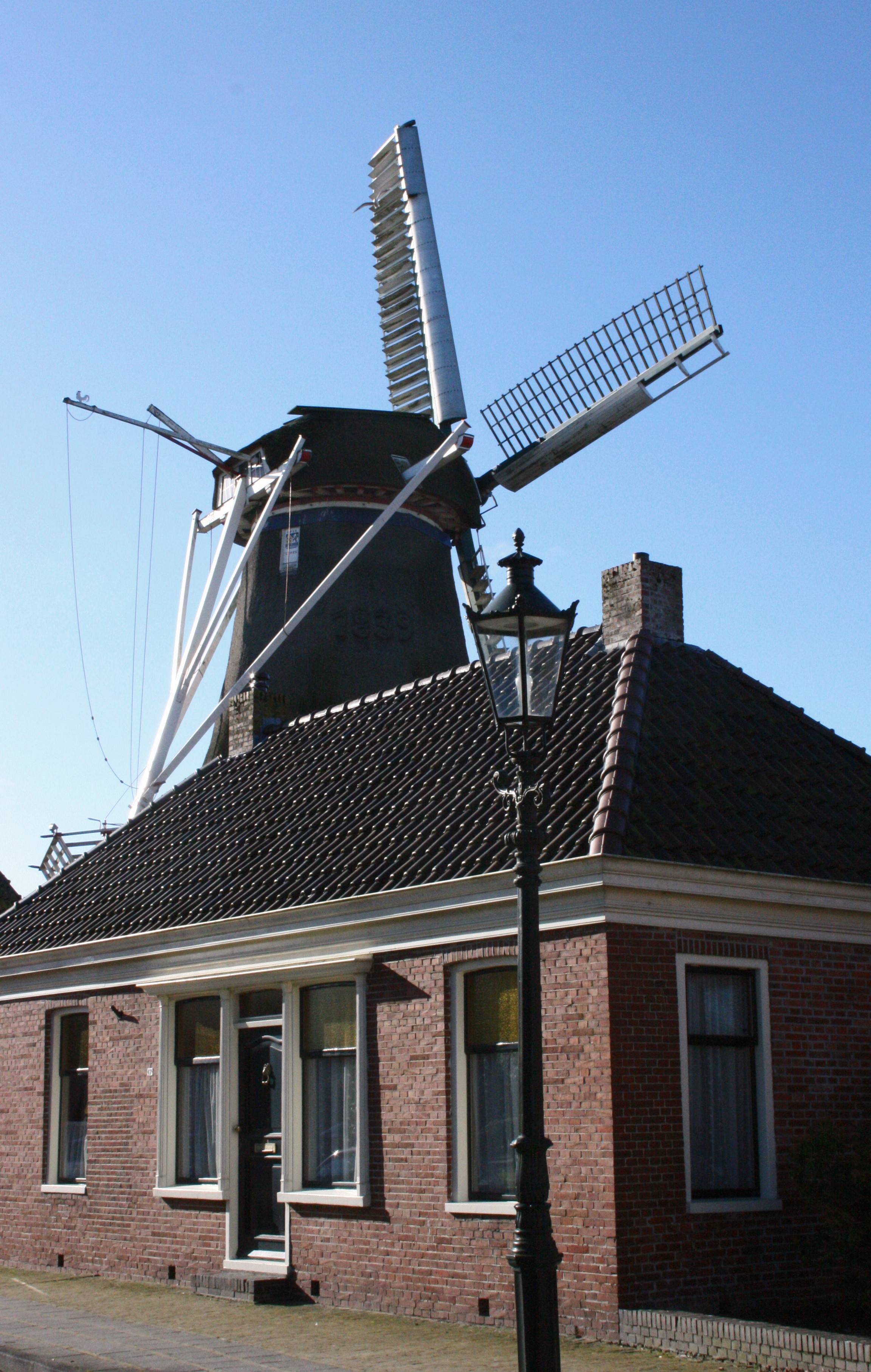
Molen Ceres (1839) en molenaarswoning
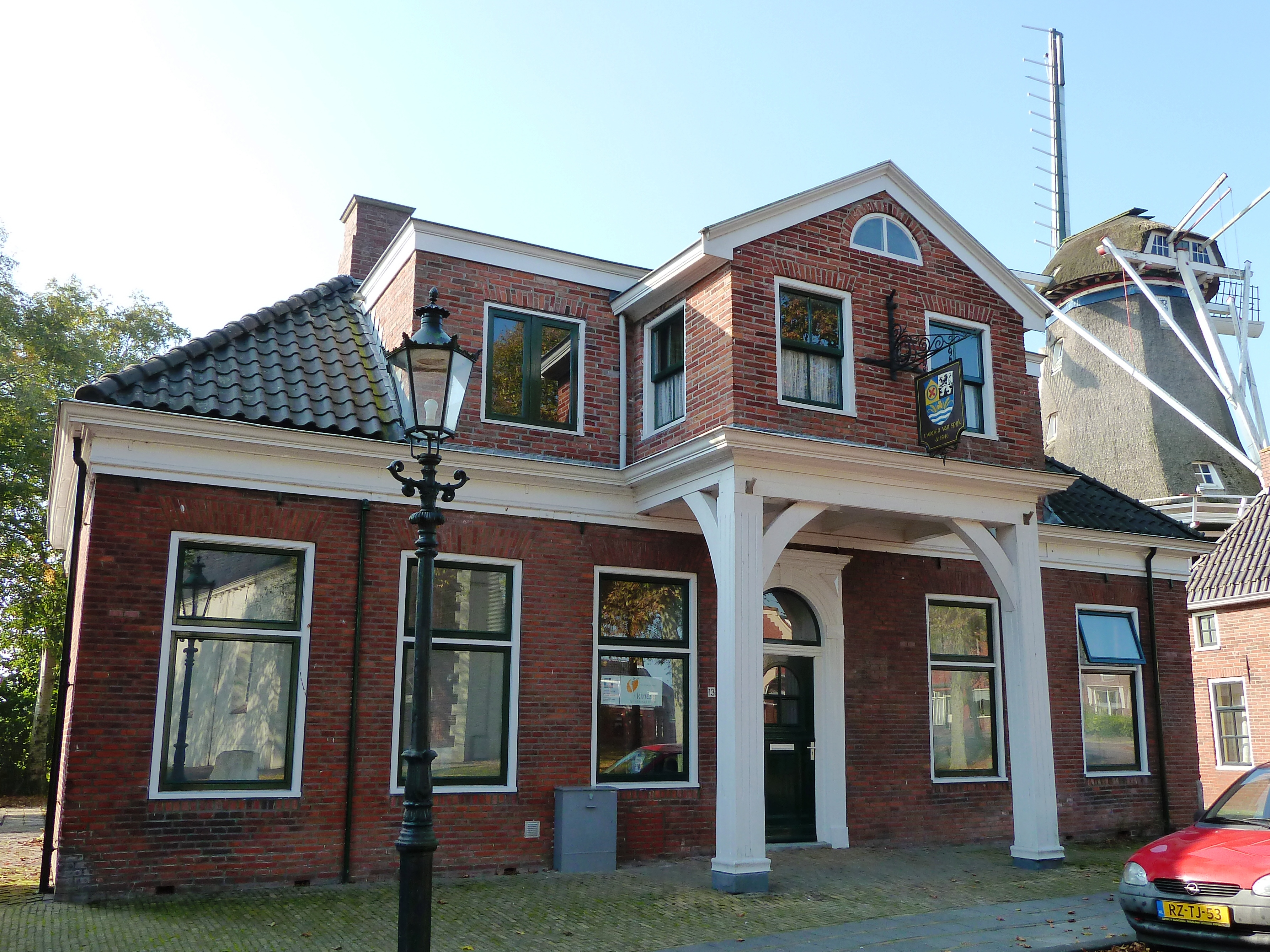
Een van beide voormalige cafés
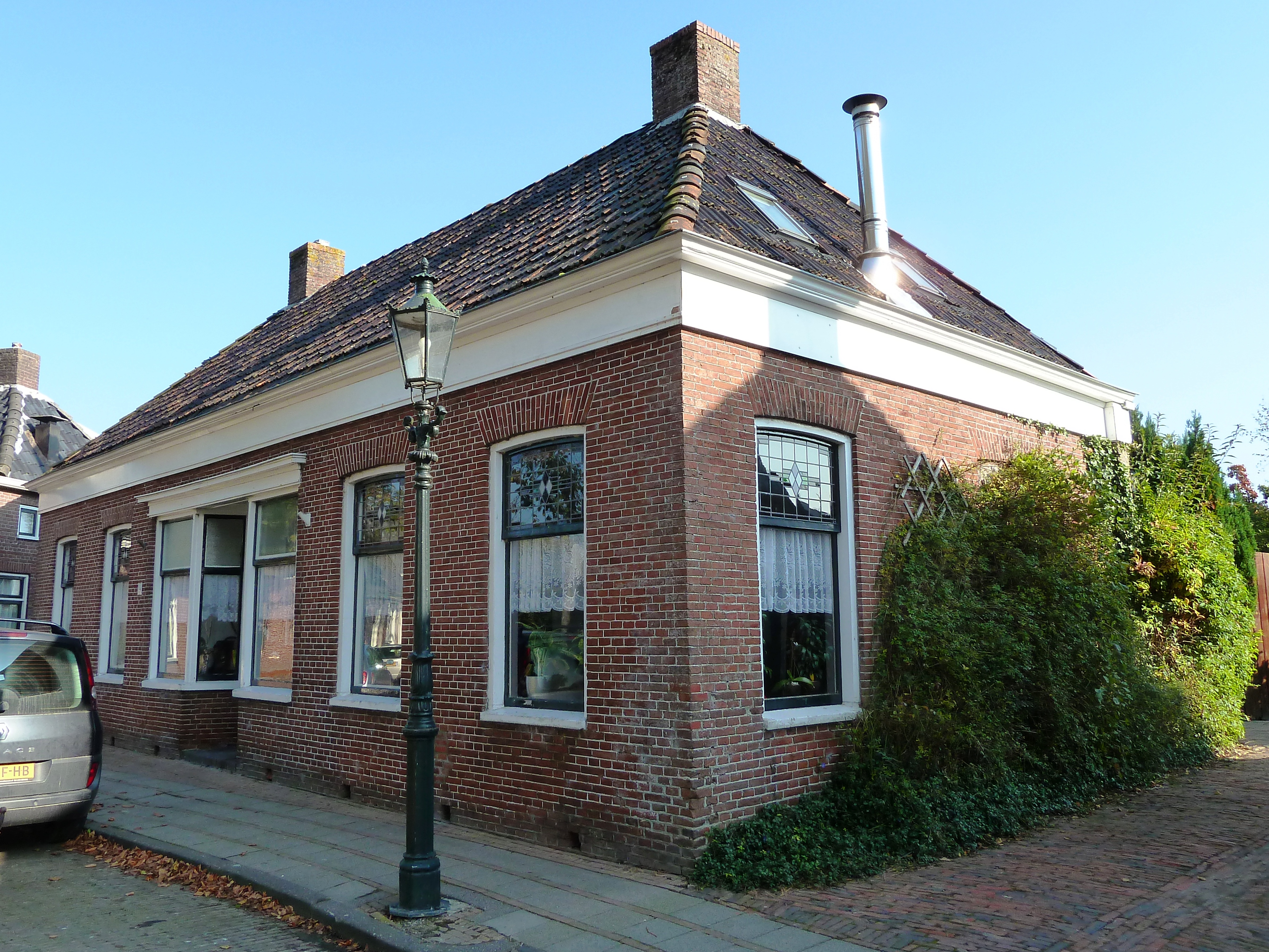
Voormalige bakkerij
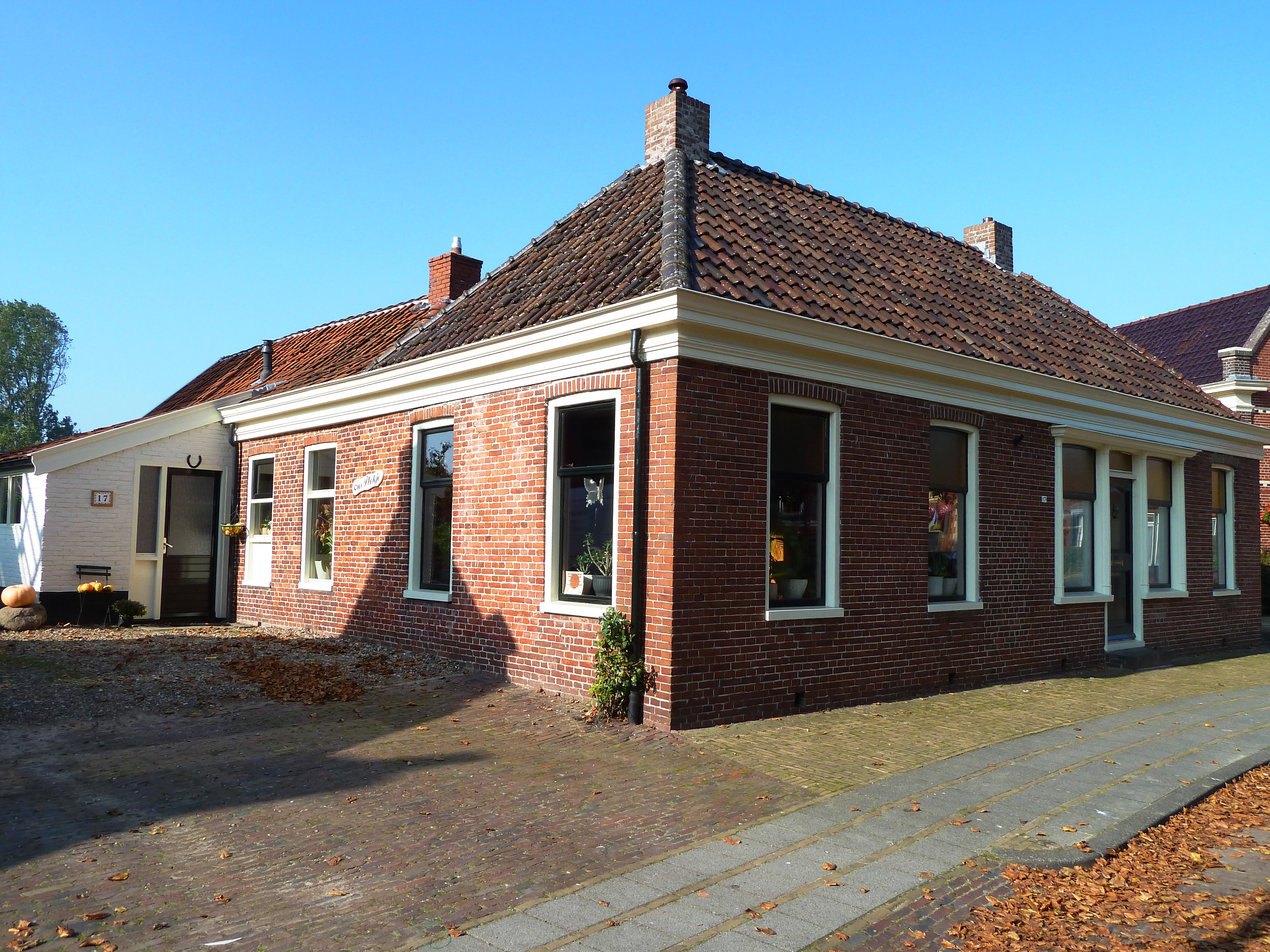
Voormalige schoenmakerij, later vishandel

### Haven en waterwegen
In het zuiden van het dorp ligt een klein haventje, die het eindpunt vormt van de Spijkstermaar (verderop Losdorpermaar) en die in gebruik was tot de eerste helft van de 20e eeuw. Aan de haven stond tussen rond 1900 en 1915 het kaasfabriekje Rival. Aan noordzijde van het dorp begint de Spijksterriet, die ten noorden van het gehucht Nieuwstad uitstroomt in de Eems.

## Geboren in Spijk
- Willem de Mérode, pseudoniem van Willem Eduard Keuning (1887-1939), protestants-christelijk dichter
- Ido-Jan Stalman (1967), trompettist